# 431. pehotni polk (Wehrmacht)
431. pehotni polk (izvirno nemško Infanterie-Regiment 431) je bil eden izmed pehotnih polkov v sestavi redne nemške kopenske vojske med drugo svetovno vojno.

## Zgodovina
Polk je bil ustanovljen 15. oktobra 1940 kot polk 11. vala na vadbišču Bergen z reorganizacijo delov 12. in 82. pehotnega polka; polk je bil dodeljen 131. pehotni diviziji.
Leta 1942 je bil v bojih uničen II. bataljon.
15. oktobra 1942 je bil polk preimenovan v 431. grenadirski polk.